# Palazzo Molin del Cuoridoro
Palazzo Molin (anche noto come Palazzo Molin del Cuoridoro) è un palazzo veneziano sito nel sestiere di San Marco, notevole esempio di architettura gotica e risalente al XV secolo. È stato edificato all'incrocio tra il rio dei Barcaroli e il rio dei Fuseri, tra piazza San Marco ed il teatro La Fenice, poco distante da Palazzo Contarini del Bovolo. L'accesso avviene da una piccola calle ormai privatizzata, detta dei Cuoridoro, una laterale della Frezzeria. 

## Storia
Il palazzo fu fondato nel 1468 da Marco e Girolamo Molin, figli di Paolo Molin. La nobile famiglia dei Molin ha dato un doge alla Repubblica, Francesco Molin (1646-1655), oltre a importanti letterati e valenti soldati, tra i quali si ricorda quel Filippo Molin che, durante la trentennale guerra di Candia contro i Turchi, estratta una freccia avvelenata che l'aveva ferito, la intinse nel proprio sangue per scrivere il suo testamento, affinché fosse letto in Senato. Il palazzo è stato recentemente sottoposto a ristrutturazione ed è stato diviso in diciotto appartamenti. 

## Architettura
L'accesso al palazzo avviene tramite un portale con vistoso stemma della famiglia Molin (si noti la ruota da mulino, simbolo del casato, e poco sopra i tre piccoli busti posti nel Settecento), che conduce in una grande corte chiusa, sulla quale si affaccia il prospetto posteriore dell'edificio.

### Facciata principale
Di grande valore storico artistico è la facciata occidentale, che prospetta rio dei Barcaroli ed è visibile, seppur un po' di scorcio, dal Ponte dei Barcaroli o dei Cuoridoro. È composta da due corpi di fabbrica veramente notevoli, esempi importanti dello stile gotico fiorito che ebbe tanto successo a Venezia. Il corpo principale, molto imponente, è composto da un piano terreno, un mezzanino, due piani nobili e un mezzanino sottotetto. Il corpo secondario, senza soluzione di continuità, è composto da un piano terra, un mezzanino ed un piano nobile. 
Da segnalare sono soprattutto le due rive d'acqua e le due quadrifore del corpo principale, poste al primo ed al secondo piano nobile. Le finestre, con modanature, colonne, capitelli e balaustre in pietra d'Istria, sono racchiuse in cornici dentellate sempre in pietra d'Istria. All'ultimo piano si trova invece una trifora, di dimensioni più ridotte. 
Tutte le aperture sono archiacute, trilobate, con fiorone gotico alla cuspide dell'arco, cornice a dentelli rettangolare e, a parte il mezzanino sottotetto, tutte con balcone aggettante. Belle anche le cornici marcapiano, lo spigolo a torciglione sui due lati del secondo edificio, i vistosi cornicioni e i tre bassorilievi in pietra d'Istria, databili all'ultimo quarto del XV secolo e posti però in un'epoca successiva tra le coppie di monofore del primo piano. Rifacimenti cinquecenteschi sono leggibili nelle finiture lapidee dei mezzanini e dei poggioli.

### Facciate secondarie
Nulla di rilevante offre la facciata che prospetta su rio dei Fuseri, rivolta verso settentrione, nel cui disegno sono visibili tracce della forometria gotica originaria. La maggior parte dei fori sono monofore rettangolari dal disegno semplice. 
La facciata orientale, che prospetta su una vasta corte privata, di impianto particolarmente semplice, riprende in modo meno eclettico gli stilemi dell'arte gotica, proponendo due quadrifore impilate e numerose monofore, variegate per forma e dimensioni. È stata recentemente ristrutturata. 

### Impianto planimetrico
È visibile la tipica impostazione tripartita delle residenze nobiliari veneziane, con portego passante al piano terra e due piani nobili tripartiti, con salone passante e sale che si aprono simmetricamente sui due lati. A questa struttura si aggiunge un corpo secondario, aggiunto in un secondo momento, che prospetta sulla corte.